# Cristianismo calcedonio

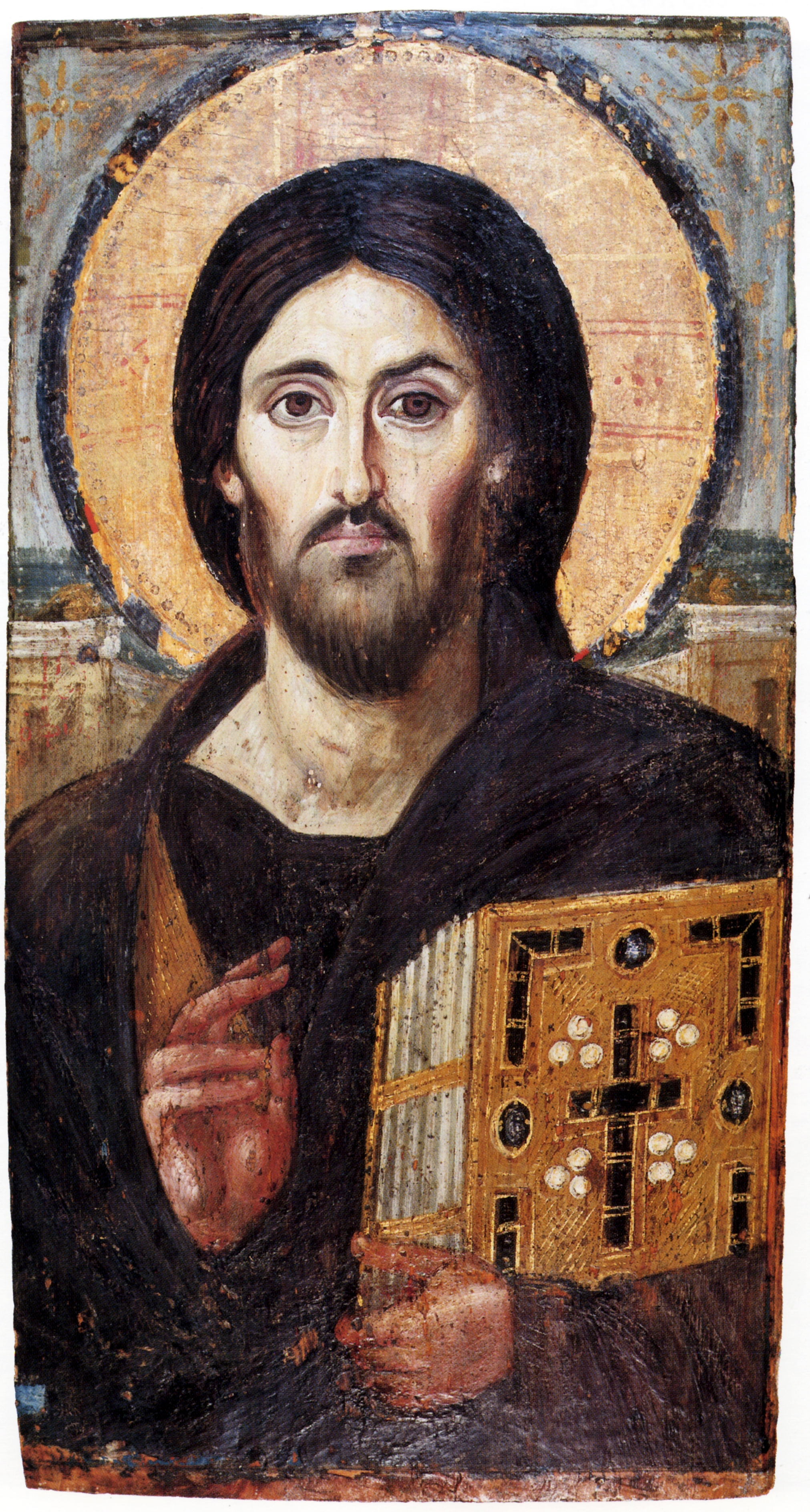
Icono del en el que se representa las dos naturalezas de Cristo con las diferencias de cada lado de la imagen.

El cristianismo calcedonio o calcedonianismo es una rama del cristianismo que acepta la definición cristológica dada por el Concilio de Calcedonia en 451; según la cual, en la persona de Jesucristo se unen dos naturalezas (divina y humana) en una sola hipóstasis.
Aunque la definición de Calcedonia no alcanzó tanta aceptación como la fórmula doctrinal del Concilio de Constantinopla en 381, la importancia de Calcedonia se equipara con la de Nicea en la consolidación de la doctrina seguida por gran parte de los cristianos; de modo que en la actualidad los cristianos calcedonianos pertenecen a Iglesias tan diversas como las ortodoxas (griegas, eslavas y rumana), la católica, las anglicanas y la corriente principal de los protestantes. Aunque entre los siglos V y VIII el predominio de los calcedonianos no era en absoluto cierto.

## Definición
Los calcedonianos, de acuerdo con la definición cristológica de Calcedonia, distinguen las naturalezas (physis) humana y divina que según su enseñanza se han unido inseparablemente en la hipóstasis del Logos; de modo que, desde esta perspectiva Cristo era una sola persona, verdaderamente humano y a la vez perfectamente divino:

Siguiendo, pues, a los Santos Padres, todos a una voz enseñamos que ha de confesarse a uno solo y el mismo Hijo, nuestro Señor Jesucristo, el mismo perfecto en la divinidad y el mismo perfecto en la humanidad, Dios verdaderamente, y el mismo verdaderamente hombre de alma racional y de cuerpo, consustancial con el Padre en cuanto a la divinidad, y el mismo consustancial con nosotros en cuanto a la humanidad, semejante en todo a nosotros, menos en el Pecado (He 4,15); engendrado del Padre antes de los siglos en cuanto a la divinidad, y el mismo, en los últimos días, por nosotros y por nuestra salvación, engendrado de María Virgen, madre de Dios, en cuanto a la humanidad; que se ha de reconocer a uno solo y el mismo Cristo Hijo Señor unigénito en dos naturalezas, sin confusión, sin cambio, sin división, sin separación, en modo alguno borrada la diferencia de naturalezas por causa de la unión, sino conservando, más bien, cada naturaleza su propiedad y concurriendo en una sola persona y en una sola hipóstasis, no partido o dividido en dos personas, sino uno solo y el mismo Hijo unigénito, Dios Verbo Señor Jesucristo, como de antiguo acerca de Él nos enseñaron los profetas, y el mismo Jesucristo, y nos lo ha trasmitido el Símbolo de los Padres.
Concilio de Calcedonia

Los no calcedonianos defienden otra doctrina llamada miafisismo, muchas veces confundido con el monofisismo: que en la persona de Jesús, los aspectos divino y humano están unidos en una naturaleza, sin separación, sin confusión y sin alteración. Esta diferencia mínima llevó a los seguidores de ambas doctrinas a condenarse entre sí: los calcedonianos acusando a los no calcedonianos de monofisitas eutiquianos y éstos devolviendo la acusación de que los calcedonianos serían nestorianos.

## Historia

### Origen
Tras la destrucción de Jerusalén, las principales sedes episcopales de la cristiandad oriental eran las de Alejandría y Antioquía. Ambas Iglesias habían desarrollado importantes escuelas teológicas con enfoques muy diferentes y al mismo tiempo competían por el poder, lucha a la que se sumó Constantinopla proclamándose oficialmente como la «Nueva Roma» en el Concilio de Constantinopla de 381.

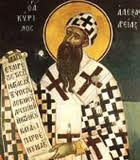
Icono de Cirilo, arzobispo de Alejandría (412-444) y doctor de la Iglesia católica.

La Escuela de Antioquía se caracterizaba por una interpretación más literal e histórica de la vida de Jesús, por lo que teólogos como Diodoro de Tarso y Teodoro de Mopsuestia hacían hincapié en la auténtica humanidad de Cristo distinguiéndola de la naturaleza divina; por otra parte, en Alejandría se enfatizaba en la unidad de la persona de Cristo, donde humanidad y divinidad eran inseparables. La disputa se agudizó cuando Nestorio, quien fue un discípulo de Teodoro en Antioquía, se convirtió en el arzobispo de Constantinopla y defendió la cristología antioquena controvirtiendo el título de Theotokos dado a María, al postular que ella sería madre de Cristo pero no madre de Dios, ya que no podría haber engendrado la naturaleza divina. Para resolver la controversia se celebró en 431 el Concilio de Éfeso, que condenó a Nestorio y sus seguidores pero no logró poner fin a las disputas. Por un lado, el concilio tuvo lugar sin la presencia de Juan I de Antioquía y buena parte de los obispos de Oriente, que no lo reconocieron hasta varios años después; mientras que del otro lado, no se suscribieron por completo las afirmaciones de Cirilo de Alejandría, principal rival de Nestorio.
Luego del concilio, Eutiques, quien era un archimandrita de Constantinopla, hizo una defensa extremada contra las enseñanzas de Nestorio negando que en Cristo hubiera dos naturalezas; sus enseñanzas monofisitas y el descontento que había quedado del concilio llevaron a un segundo Concilio de Éfeso en 449, donde sin tener en cuenta al papa de Roma se proscribió toda mención a las dos naturalezas y se humilló a los opositores de las tesis alejandrinas. El llamado «conciliábulo» fue condenado dos años más tarde durante el Concilio de Calcedonia de 451, que adoptó el Tomo de León I presentado por los legados papales, siguiendo la fórmula de que en Cristo hay dos naturalezas unidas en una sola persona.

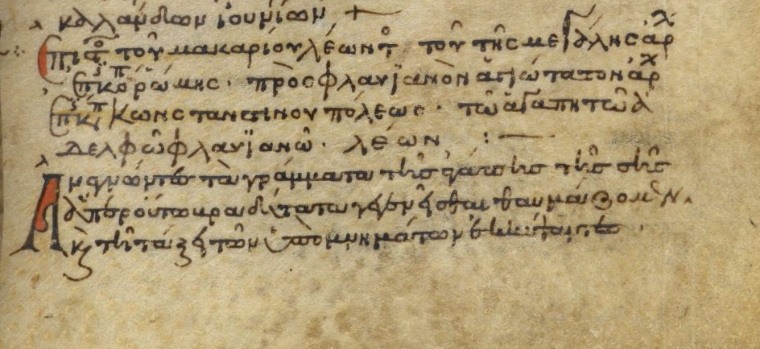
Tomo a Flaviano de León I en griego (manuscrito de 1111 en la Biblioteca Británica).

### Desarrollo
En Calcedonia se rechazaron las visiones cristológicas de monofisitas y nestorianos. Al aceptar las creencias trinitarias intrínsecas al concepto de la unión hipostática, los obispos presentes en el Concilio de Calcedonia también rechazaron las creencias de los arrianos, modalistas y ebionitas como heréticas, aunque todas ellas ya habían sido rechazadas antes en el Primer Concilio de Nicea en 325 y nuevamente en el Primer Concilio de Constantinopla en 381. Los arrianos creían que el Hijo era menor que el Padre, los modalistas veían a las personas de la Trinidad como "modos" de una única divinidad unipersonal, mientras que los ebionitas afirmaban que Jesús era un humano escogido por Dios y no el propio Dios.[cita requerida]
Las disputas dogmáticas que surgieron durante el Concilio de Calcedonia llevaron a un cisma entre calcedonianos y anticalcedonianos. Los patriarcados de Alejandría, Antioquía y Jerusalén se dividieron; las Iglesias calcedonianas permanecieron unidas con las sedes de Roma y Constantinopla, mientras que las no calcedonianas o anticalcedonianas (conformadas por la mayoría de los cristianos coptos, siríacos y armenios) formaron las que históricamente han sido conocidas también como precalcedonianas, monofisitas, orientales antiguas o menores, pero en la actualidad se conocen como Iglesias ortodoxas orientales: la Iglesia copta ortodoxa, la Iglesia ortodoxa siríaca, la Iglesia apostólica armenia, la Iglesia ortodoxa de Malankara, la Iglesia ortodoxa de Etiopía y la Iglesia ortodoxa de Eritrea.
Georgia, al igual que Armenia, no había estado representada en Calcedonia, por esta razón y debido a la influencia del príncipe Pedro de Iberia, la Iglesia ortodoxa georgiana no aceptó las conclusiones del concilio hasta el siglo VI. De otra parte, algunos cristianos armenios, especialmente los que vivían en Capadocia y Trebisonda, en territorio bizantino, aceptaron el cristianismo calcedonio iniciando una disputa en la Iglesia armenia.
De acuerdo con intérpretes posteriores del concilio, la consecuencia lógica de la dualidad de naturalezas sería la dualidad de voluntad y operaciones, por lo que el cristianismo calcedoniano también rechaza el monotelismo y el monoenergismo, intentos de reconciliación del monofisismo con el calcedonianismo según los cuales Cristo tendría una sola "voluntad" y una sola "energía", respectivamente. Ambas doctrinas fueron condenadas en el Tercer Concilio de Constantinopla en 681.
La unidad del cristianismo calcedonio persistió hasta el Gran Cisma de 1054 con la excomunión mutua entre Roma y Constantinopla. Tiempo después, de la división de las Iglesias ortodoxas orientales, se formaron Iglesias católicas orientales de tradición copta, siríaca y armenia que también son calcedonianas.
Las Iglesias ortodoxas que aceptan la doctrina del concilio son llamadas en alemán: Östlich-orthodoxe y en inglés: Eastern Orthodox, lit. 'ortodoxas del Este', pero se les llama en francés: chalcédoniennes, lit. 'calcedonianas' y en español 'bizantinas'; reservando estas lenguas ahora normalmente el adjetivo 'oriental' para las Iglesias que no aceptan el concilio.